# Kampomele Dysplasie
Die Kampomele Dysplasie, auch Kampomeles Syndrom,  (nach altgriechisch καμπυλος kampylos, „gebogen“, δυσ- (dys) 'miss-, un-' und πλάσσειν (plassein) 'formen, bilden'), ist eine angeborene, meist letal verlaufende Skelettdysplasie mit den Hauptkennzeichen einer Verbiegung der Ober- und Unterschenkel (Kampomelie).
Die Bezeichnung wurde im Jahre 1971 durch den Mainzer Kinderarzt Jürgen Spranger und den Pariser Kinderarzt und Genetiker Pierre Maroteaux geprägt.

## Verbreitung
Die Vererbung erfolgt autosomal-dominant.
Zur Häufigkeit gibt es keine gesicherten Daten. Die Prävalenz bei Geburt wird mit etwa 1 zu 300.000 oder 1 zu 40.000–80.000 angegeben. Meistens tritt das Syndrom sporadisch auf. Bei etwa 5 % sind Veränderungen an den Chromosomen nachweisbar, die Vererbung erfolgt dann autosomal-dominant.

## Ursache
Ursache sind Mutationen im  SOX9-Gen im Chromosom 17 am Genort q24.

## Einteilung
Derzeit werden folgende Formen unterschieden:
- Campomelic dysplasia
- Campomelic dysplasia with autosomal sex reversal
- Acampomelic campomelic dysplasia[5]
- Campomelic dysplasia, long-limb form
- Campomelic dysplasia, short-limb form
- Campomelic dysplasia, short-limb form mit Kleeblattschädel[6]
- Campomelic dysplasia, mild, Synonym: Skeletal Dysplasia related to campomelic dysplasia[7]

## Klinische Erscheinungen
Klinische Kriterien sind:
- Faziale Dysmorphie, flache Nasenwurzel, Mikrognathie, Gaumenspalte, Dolichozephalie
- Kleinwuchs, Verbiegung der Unterschenkel, Klumpfuß, Hüftluxation
- Häufig Polyhydramnion
- Kinder werden tot geboren oder versterben kurz nach der Geburt
- Überlebende mit chronischen respiratorischen Problemen
- Genitalfehlbildung, Hypospadie, Intersexuelles Genitale, komplette Geschlechtsumkehr bei zwei Drittel der männlichen Neugeborenen
- Lediglich 11 Rippenpaare
- relativ großer Kopf
- Tracheomalazie

## Diagnose
Wegweisend sind die Gesichtsveränderungen.
Im Röntgenbild finden sich charakteristische Zeichen:
- Verbiegung mit Winkelung in Diaphysenmitte von Oberschenkelknochen, Tibia und Fibula
- Hypoplasie der Seitfortsätze der Wirbelkörper und der Schulterblätter
- Kyphose der Halswirbelsäule
- Fehlende Verknöcherung des Schambeines, birnenförmige Form des Os ilium, vergrößerter Pfannendachwinkel des Hüftgelenkes
- Stenose oder Hypoplasie von Kehlkopf und/oder Luftröhre

ferner können Lungenhypoplasie und Ureterstenose hinzukommen.
Eine pränatale Verdachtsdiagnose ist mittels Feinultraschall möglich.
Die Diagnose kann durch genetische Diagnostik z. B. durch Amniozentese, Chorionzottenbiopsie oder neuere Verfahren gesichert werden.

## Differentialdiagnostik
Abzugrenzen sind Osteogenesis imperfecta Typ II und III, Hypophosphatasie, Thanatophore Dysplasie und Stüve-Wiedemann-Syndrom vorgeburtlich, nach der Geburt Kongenitale Spondyloepiphysäre Dysplasie, Diastrophische Dysplasie und Larsen-Syndrom.

## Heilungsaussicht
Betroffene Kinder sterben häufig schon kurz nach der Geburt an der Ateminsuffizienz. Etwa 5–10 % überleben.
Als Komplikationen können Kyphoskoliose, wiederholte  Atemwegsinfektionen, Hörverlust, Lernschwierigkeiten,  Minderwuchs und Hüftluxation auftreten.

## Geschichte
Die Erstbeschreibung erfolgte durch John Caffey (1895–1978).